# Romb

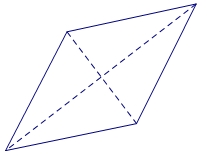
Rysunek rombu. Liniami przerywanymi oznaczono przekątne

Romb, rzadziej ukośnik – czworokąt o bokach równej długości .
Każdy romb jest jednocześnie:
- równoległobokiem[3] , którego boki mają tę samą długość[4];
- deltoidem, którego przekątne przecinają się w swoich środkach.

Szczególnym przypadkiem rombu jest kwadrat  – romb o kątach prostych i o przekątnych tej samej długości .

## Wzory
Oznaczenia:
- {\displaystyle a} – długość boku rombu;
- {\displaystyle h} – wysokość rombu, tj. odległość między dwoma równoległymi bokami;
- {\displaystyle d,f} – długości przekątnych rombu, odpowiednio krótszej i dłuższej;
- {\displaystyle \alpha } – miara kąta ostrego albo prostego pomiędzy bokami rombu.

Wówczas prawdziwe są poniższe wzory:
- pole powierzchni[3] :
{\displaystyle P=ah=a^{2}\sin \alpha ={\tfrac {1}{2}}df}
- obwód:
{\displaystyle O=4a,}
- promień okręgu wpisanego[5]:
{\displaystyle r={\tfrac {1}{2}}a\sin \alpha ,}
- długości przekątnych wyrażone za pomocą długości boków[5]:
{\displaystyle d=2a\sin {\tfrac {\alpha }{2}},}
{\displaystyle f=2a\cos {\tfrac {\alpha }{2}}.}

## Własności
- Romb jest figurą wypukłą.

W każdy romb da się wpisać okrąg. Dwie średnice tego okręgu są wysokościami rombu

- Suma miar wszystkich kątów wewnętrznych wynosi {\displaystyle 2\pi } (360°)
- Suma miar dwóch sąsiednich kątów wewnętrznych wynosi {\displaystyle \pi } (180°)[3] .
- Przekątne przecinają się pod kątem prostym[3]  dzieląc romb na cztery przystające trójkąty prostokątne.
- Punkt przecięcia przekątnych rombu dzieli każdą z nich na połowy[3] .
- Punkt przecięcia przekątnych wyznacza środek okręgu wpisanego.
- Punkt przecięcia przekątnych jest środkiem symetrii rombu[3] .
- Przekątne pokrywają się z dwusiecznymi kątów.
- Przekątne pokrywają się z osiami symetrii rombu[3] .